# 巴勒莫嘉布遣修会墓穴

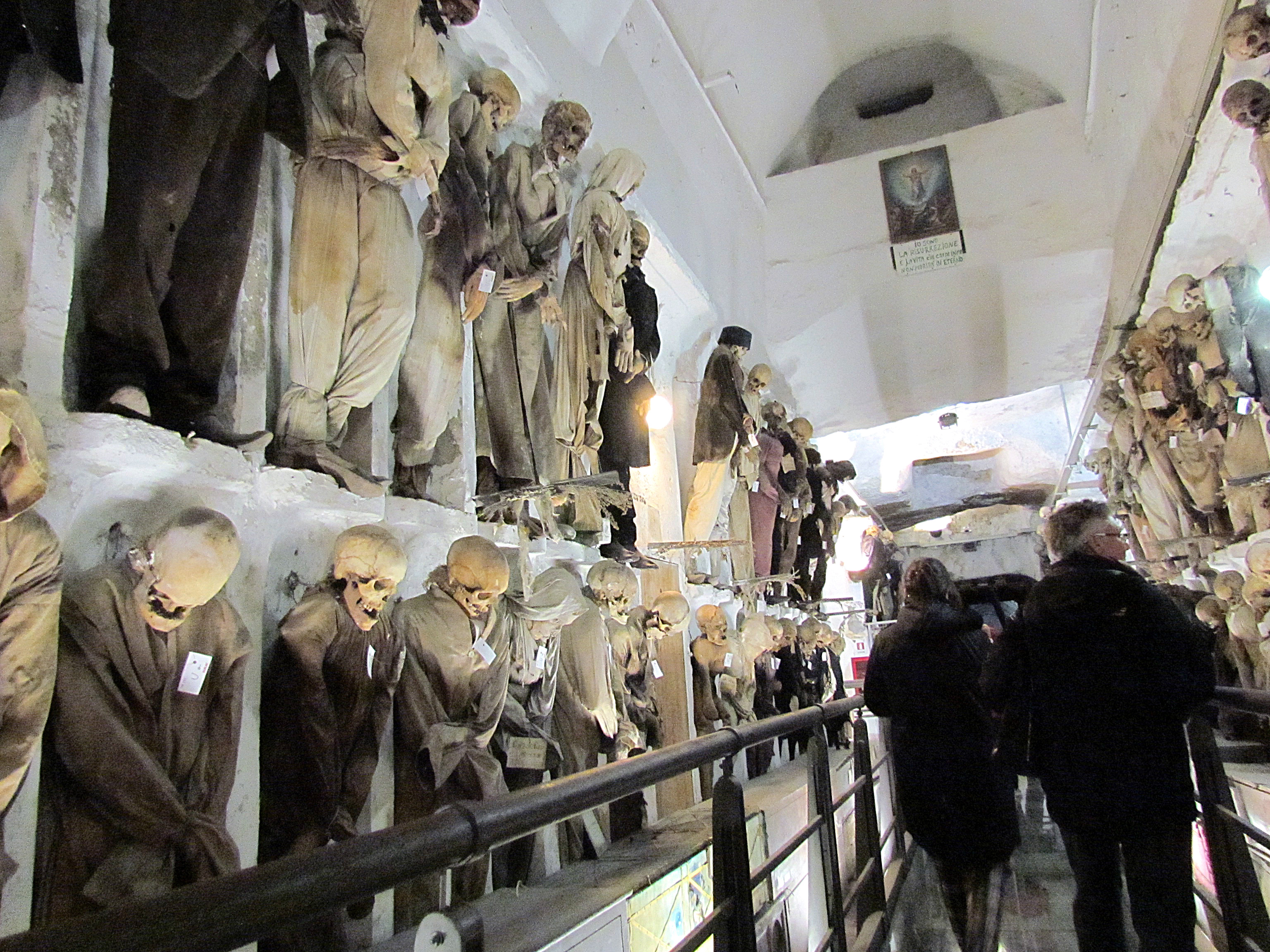
内部走廊

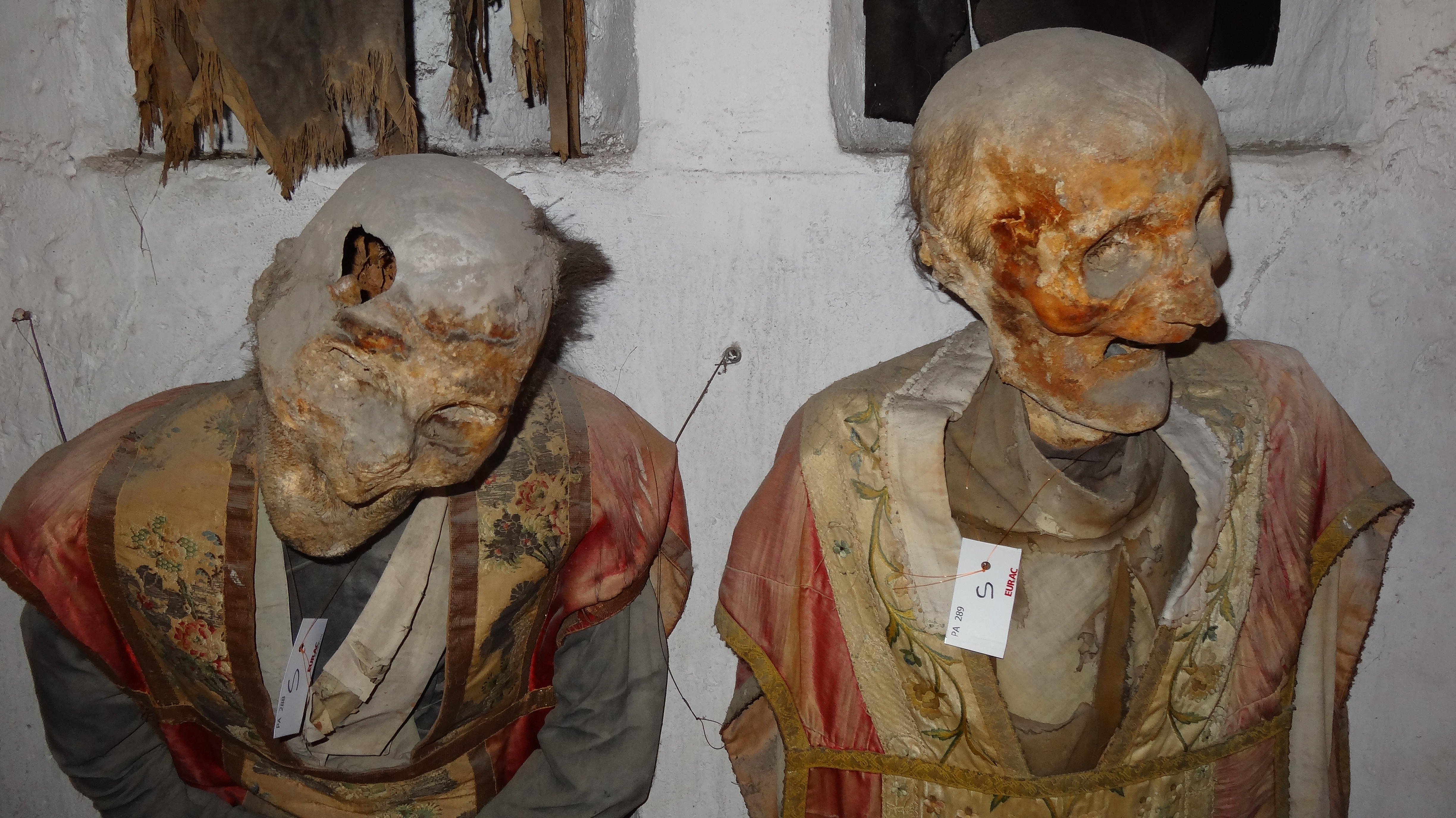
墓穴内的死者

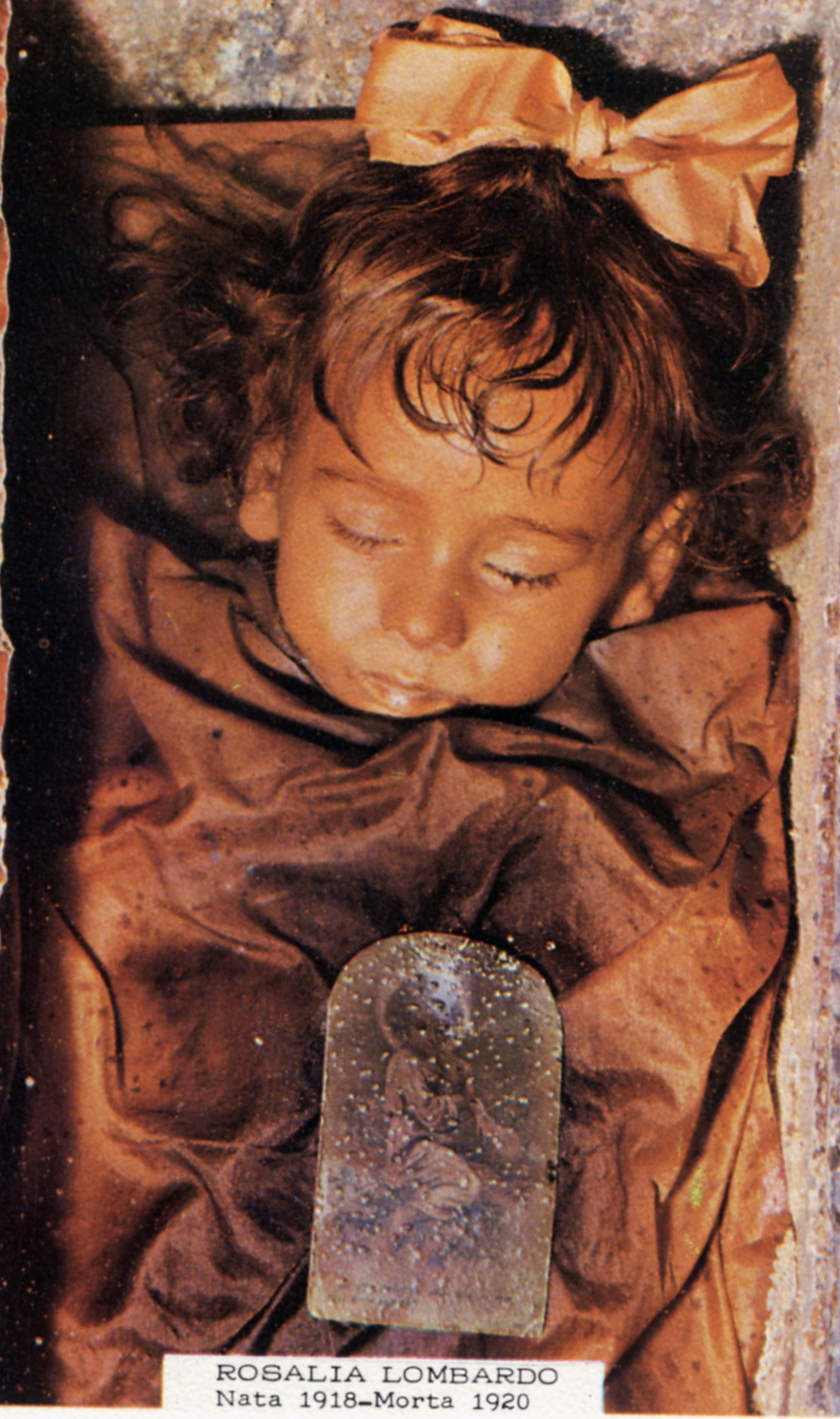
罗莎莉亚·隆巴多

巴勒莫嘉布遣修会墓穴（意大利语: Catacombe dei Cappuccini di Palermo）是意大利西西里岛巴勒莫的一处嘉布遣会修道院墓穴。该地下墓穴以其陈列的8000多具经过防腐处理的干尸而闻名，其中许多悬挂在墙上，是世界著名的黑暗观光胜地。
这里的亡者横跨16世纪 - 20世纪，包括僧侣、贵族、市民、军人和儿童。遗体通常穿着当时生前的服饰，通过当地流传的一种特殊防腐技术得以保存。这种安葬方法在20世纪初被禁，最后一位入葬者为罗莎莉亚·隆巴多（Rosalia Lombardo），她于1920年去世，年仅两岁，遗体保存完好。